# Subnational enhed
Subnationale enheder refererer til opdeling af et land af administrative, definitionsmæssige, beskrivelsesmæssige eller andre formål. De enheder, der fremstår efter en sådan opdeling er en subnational enhed. Denne opdeling adskiller sig fra geografiske eller geomorfologiske områder som eksempelvis afvandingsområde (bassin), dal, bjergområde og ørkenområde ved at en subnational enhed er et abstrakt begreb.
De mest almindeligt forekommende administrative opdelinger er betegnelser som delstat, region, provins, distrikt, amt, county, kommune, sogn, ward og mange andre. I demokratiets navn fortages opdelinger som valgdistrikter, områder og regioner. Den danske Folkekirke opererer med kategorier som sogne og stifter. Retssystemet opererer med retskredse, politiet med politikredse, osv. Enkelte lande opererer i øvrigt med kategorier, der simpelthen betegnes som division eller subdivision.
Andre kategorier af subnationale enheder kan inkludere statistiske opdelinger, juridiske opdelinger, kirkelige opdelinger, planlægningsmæssige regioner, tidszoner eller transportmæssige regioner.
Mange subnationale enheder har lokale betegnelser, som kun vanskeligt lader sig oversætte "korrekt", hvilket er med til at der ofte findes forskellige oversættelser af den samme subnationale enhed. Blandt sådanne eksempler kan nævnes: grevskab, county og amt, region og provins, municipality og kommune, distrikt og fylke, og mange flere.
En samlet fortegnelse over de mange forskellige betegnelser, som indgår i den overordnede kategori subnationale enheder er meget omfattende, og den efterfølgende oversigt er kun summarisk, ligesom der forekommer et stort antal lokale betegnelser, som der slet ikke findes danske oversættelser af, og hvor varierende former af eksempelvis britiske, amerikanske, franske og en lang række andre former anvendes.
Alfabetisk oversigt over en lang række subnationale enheder:
- Amt
- Arrondissement
- Autonom enhed
- Bailiwick
- Block
- Borough
- Census division
- City
- Colony
- Commonwealth
- Community
- County
- Council
- Departement
- Dependent territory
- District
- Distrikt
- Division
- Duchy
- Fylke
- Føderalt distrikt
- Governorate
- Gouvernement
- Grevskab
- Hamlet
- Hovedstadsregion
- Ilaka
- Kanton
- Kommune
- Kraj
- Kreds
- Kvarter
- Lokal administrativ enhed
- Municipality
- Neighbourhood
- Nome
- Oblast
- Parish
- Principality
- Protektorat
- Provins
- Præfektur
- Quarter
- Rajon
- Regency
- Region
- Republik
- Reservat
- Shahrestan
- Shire
- Sogn
- Stat
- Statutarby
- Stift
- Subdistrikt
- Territorium
- Urban enhed
- Valgkreds
- Ward

## ISO 3166-2
International Organization for Standardization (ISO) regulerer den internationale standard for såvel landenavne som for subnationale enheder og deres standardiserede registrering 'inden for de rammer, som angives af ISO 3166-2 (Codes for the representation of names of countries and their subdivisions – Part 2: Country subdivision code).

## Eksterne links
- International Organization for Standardization: ISO 3166-2 – officiel website Arkiveret 6. juni 2011 hos  Wayback Machine